# Еврейская автономия в Крыму
Еврейская автономия в Крыму — один из проектов, которые советские власти осуществляли в поисках наилучшего варианта политики по отношению к еврейскому населению СССР. Осуществлялся в 1920—1930-е годы. В мае 1928 года на Дальнем Востоке, в бывшем районе Амурской области была создана автономия для евреев с административным центром Биробиджан.
Попытка возобновления проекта еврейской автономии в Крыму в 1944 году по инициативе Еврейского антифашистского комитета была отвергнута Сталиным.

## Политика аграризации евреев
Окончательная отмена черты оседлости Временным правительством в 1917 году, позволила большому числу евреев переселиться на земли в пределах бывшей Российской империи. Большевики видели решение еврейского вопроса в России в «советизации» евреев, а именно в отвлечении их от видов деятельности, считавшихся буржуазными (финансы, торговля, мелкое ремесленничество) и приобщении к физическому труду. Революция подорвала традиционные экономические основы существования еврейского населения и это стало серьёзным ударом по еврейским беднякам европейской части страны, лишённым средств к существованию. Из-за того, что в результате гражданской войны крупная промышленность в России была парализована, советизация евреев могла быть реализована только путём «аграризации», то есть превращения евреев в крестьян. Для этого следовало стимулировать переселение евреев на имеющиеся в России в избытке пустующие и пригодные для сельского хозяйства земли. В начале 1920-х годов такая программа «реконструкции социального состава еврейского населения» была выдвинута официально.
При отказе от политики нэпа положение евреев резко ухудшилось. В 1926 году в СССР в частной торговле работали 125 тысяч евреев и каждый пятый советский торговец был евреем. В Москве из 2469 крупных нэпманов было 810 евреев. На Украине доля евреев в частной торговле составляла 66 %, а в Белоруссии ещё больше — 90 %. В результате огромная доля евреев попала в категорию «лишенцев» (по Украине — до 40 %). Итогом стала массовая безработица и пауперизация еврейских местечек бывшей черты оседлости. В Белоруссии до 72 % жителей местечек лишились к 1928 году традиционных занятий, существуя на случайные доходы от 4 до 6 рублей в месяц.
Целесообразность создания автономной единицы для евреев России была отмечена Лениным в 1919 году. Созданный в январе 1918 года Еврейский комиссариат при Народном комиссариате национальностей занимался в том числе поиском свободных земель для расселения евреев.
Для организации и поддержки еврейского переселенческого движения в августе 1924 года Постановлением Президиума ЦИК СССР был создан Комитет по земельному устройству еврейских трудящихся во главе с Петром Смидовичем. В декабре того же года был создан Общественный комитет земельному устройству еврейских трудящихся под руководством Юрия Ларина. Задачей последнего стала мобилизация общественности, в первую очередь, зарубежной, на поддержку землеустройческих проектов.

## Еврейское земледелие в России
Первые еврейские земледельческие колонии в Российской империи возникли в начале XIX века в Херсонской, Екатеринославской и некоторых других губерниях южной России. В дальнейшем политика поощрения еврейского земледелия в России была свёрнута императором Александром II указом от 30 мая 1866 года.
В результате Гражданской войны, погромов, голода и эпидемий часть колоний прекратили своё существование. Многие евреи покинули местечки и бывшие колонии в поисках работы в крупных городах или эмигрировали в США, Палестину и страны Латинской Америки. К 1926 году местечки в бывшей черте оседлости лишились половины населения.
Сионистские организации начали свою деятельность в Крыму по созданию центров по подготовке к сельскохозяйственному труду для будущих еврейских эмигрантов в 1919 году. В 1921 году численность еврейского населения Крыма составляла 50 043 человек, в 1923 году в Крыму проживали 39 815 евреев и 5688 караимов. В 1922—1924 годах движение Гехалуц создало в Крыму 4 земледельческие коммуны, в их составе было 300 человек. Эти коммуны были ликвидированы властями в конце 1920-х годов.
Одновременно с созданием сионистских коммун в начале 1920-х началось стихийное переселение в Крым евреев из местечек черты оседлости с целью занятия сельским хозяйством в условиях разрухи, голода и безработицы. К началу 1925 года в Крыму было 20 еврейских сельскохозяйственных поселений, в которых жило около 600 семей. Помощь еврейским переселенцам оказывал «Джойнт». В дальнейшем зарубежные организации обеспечивали в 1925—1929 годах 86 % всех расходов по устройству еврейских переселенцев в Крыму.
Благодаря иностранной помощи и прежде всего помощи «Джойнта», еврейское земледелие в России уже к 1923 году перекрыло показатели 1917 года — 153 298 га на 75 311 чел. (работники и члены их семей) против 119 403 га на 52 758 чел.

## Южный проект (1928—1938)

### Подготовка

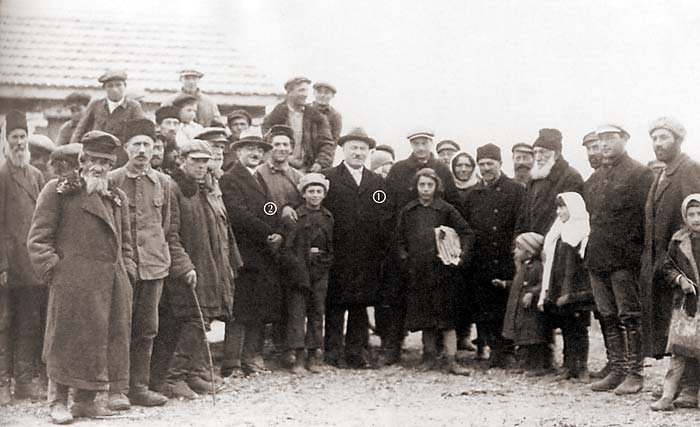
Делегация «Агро-Джойнта» в селе Икор (сейчас Ромашкино)

Автором идеи еврейской колонизации Крыма считается директор русского отдела американской благотворительной организации «Джойнт» Иосиф Розен. Официально она была выдвинута на тот момент директором Всероссийской сельскохозяйственной выставки Абрамом Брагиным и заместителем наркома по делам национальной Григорием Бройдо. В дальнейшем Брагин в соавторстве с Михаилом Кольцовым в 1924 году выпустил книгу «Судьба еврейских масс в СССР», в которой пропагандировалась идея создания еврейского земледельческого центра.
В декабре 1923 года по решению Политбюро ЦК ВКП(б) для рассмотрения этого вопроса была создана специальная комиссия под руководством зампреда СНК СССР Александра Цюрупы. Идею поддержали Троцкий, Каменев, Бухарин, Чичерин и ряд других советских лидеров.
После заседания тем же вечером А. Г. Брагин дал интервью Еврейскому телеграфному агентству (ЕТА), в котором заявил о возможности решения еврейского вопроса в СССР. Брагин сказал: «Когда еврейская колонизация достаточно разовьется, что может быть достигнуто приблизительно в 1927 г., область эта будет объявлена автономной во главе с самостоятельным еврейским управлением».
В 1924 году в США была создана ИКОР, которая до 1928 года ориентировалась на оказание помощи еврейскому землеустройству в Крыму. В конце 1924 года представитель Агро-Джойнта С. Е. Любарский (одновременно глава плановой комиссии Народного комиссариата земледелия Украинской ССР) заявил (от своего имени и от имени директора Агро-Джойнта И. Розена) заместителю народного комиссара земледелия Украинской ССР М. М. Вольфу (Вольф сообщил, что Всеукраинский ЦИК планирует переселить на восток СССР неиспользуемые трудовые ресурсы, в том числе безработных евреев) следующее:

Восток нас не устраивает, он требует энергии украинца-пионера, а евреям нужны уже обжитые районы — Украина, Крым, и хорошо бы… Крым присоединили к Украине, так как с украинским правительством легче практически вести дело…
Председатель Президиума ЦИК СССР Михаил Калинин в июле 1926 года в газете «Известия» заявил в поддержку крымского проекта:

…лишь евреи, распылённые среди других национальностей, не могли получить себе национальную автономию, хотя их общая численность от 2,5 до 3 миллионов человек в Союзе и даёт им право на автономию.
«Декларация Калинина» вызвала негативную реакцию советского населения — пошли слухи о «захвате евреями Крыма», а в советские учреждения и редакции газет и журналов пошли протестные письма. В те времена стало расхожим выражение: «Евреям — Крым, а русским — Нарым». В выражении был намёк на старое место царской ссылки — Нарымский край.
Самым активным сторонником и пропагандистом крымского проекта в СССР стал Юрий Ларин.

### Реализация
В июле 1924 года для реализации проекта еврейского землеустройства в России «Джойнтом» была создана Американская еврейская агрономическая корпорация «Агро-Джойнт». Руководитель этой организации Розен обещал выделение 15 миллионов долларов США, но взамен требовал прекращения гонений на сионизм, иудаизм и ивритскую культуру в СССР. Договор между советским правительством и «Агро-Джойнтом» был подписан в декабре 1924 года. 31 декабря 1927 года был заключён новый трёхлетний договор, 15 февраля 1929 года продлённый до 1953 года. «Агро-Джойнт» обязался предоставить СССР заём на 9 млн долларов на 17 лет под 5 % годовых плюс безвозмездную помощь на ещё большую сумму.
Против идеи создания КомЗЕТа, вообще, и крымского проекта, в частности, выступил нарком земледелия РСФСР Александр Смирнов. Он заявил, что подобное «выпячивание» еврейских масс будет явной несправедливостью по отношению к другим трудящимся. Также он был против создания еврейской автономии. Эту точку зрения поддерживали нарком юстиции УССР Николай Скрипник и секретарь ЦК КП(б)У Эммануил Квиринг.

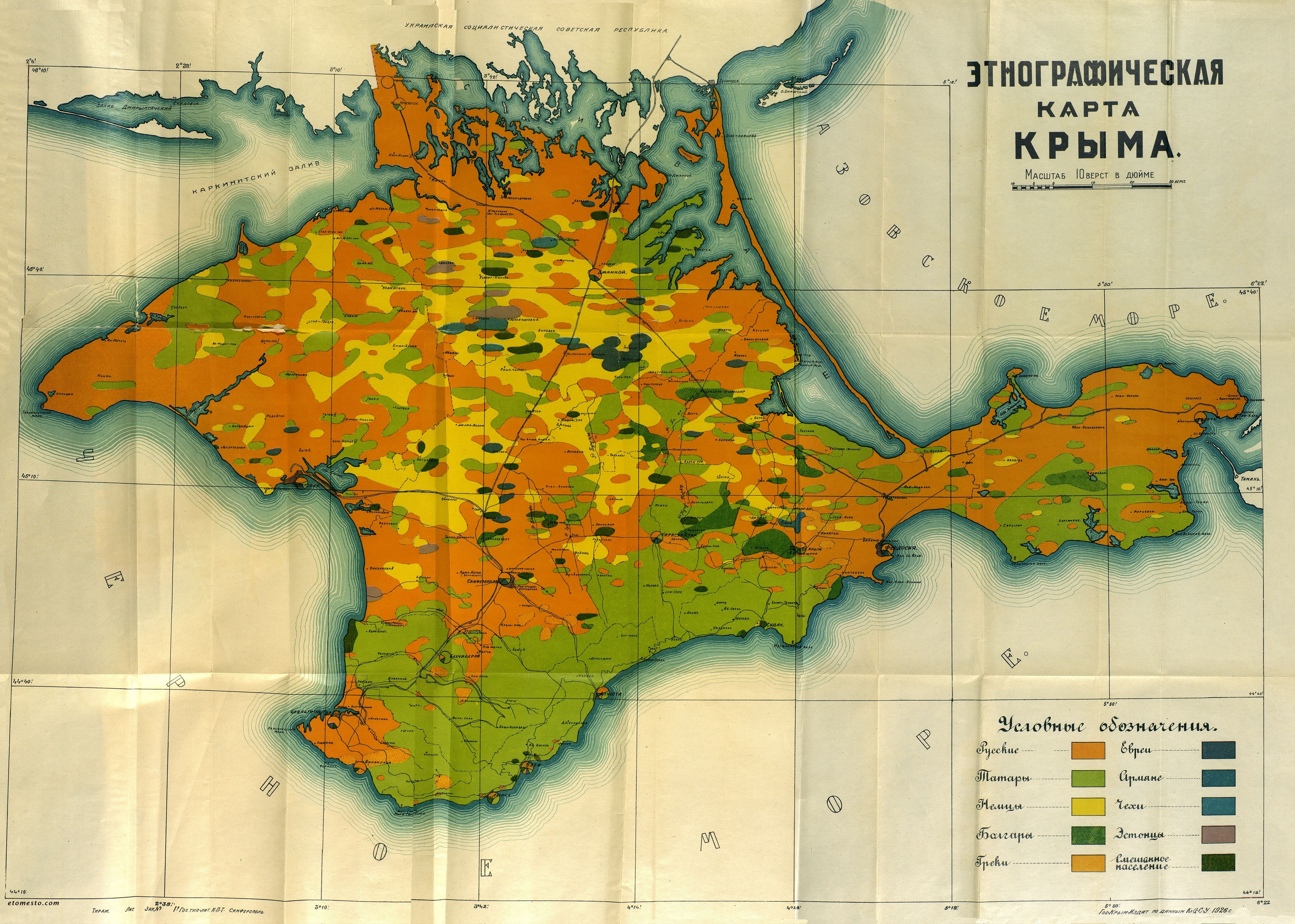
Этническая карта Крыма по переписи 1926 года

Активное противодействие проекту оказывали крымские власти во главе с председателем ЦИК Крымской АССР Вели Ибраимовым. Их основными аргументами служили необходимость предоставления земель безземельным и малоземельным крымским татарам Южного берега и перспектива репатриации татар, ранее уехавших в Турцию в ходе мухаджирства. В Москве, однако, было принято решение о передаче еврейским переселенцам ещё 55 тыс. га земли. Летом 1927 года в Крым была направлена комиссия во главе с инструктором ЦК И. А. Козловым. В Симферополе был проведён объединённый пленум обкома и областной контрольной комиссии ВКП (б), на котором Козлов заявил, что землеустроительные работы в Крыму велись с нарушением законодательства, и поставил вопрос о пересмотре норм в сторону их уменьшения. В резолюции пленума признавалось «необходимым проводить землеустройство с самого начала, стимулировать земельные переделы самим крестьянством под руководством земельных органов». Против проголосовал В. Ибраимов, который заявил: «Что касается недочётов в землеустройстве, то я считаю, что нормы в Крыму правильны и научно обоснованны, пересмотр же их нужен только в интересах еврейского переселения на полуостров». В 1928 году Вели Ибраимов был осуждён и расстрелян (полностью реабилитирован в 1990 году), после чего сопротивление решениям центра в Крыму прекратилось.
Наиболее важным, по мнению Геннадия Костырченко, фактором, осложнявшим реализацию проекта, было наличие на юге Украины и в Крыму 5 млн безземельных крестьян. Еврейские колонисты получали бесплатно землю, импортную сельхозтехнику и семена и породистый скот, а местным жителям предлагалось ехать за Урал. Костырченко полагает, что такая ситуация способствовала резкому росту антисемитизма в СССР во второй половине 1920-х годов.

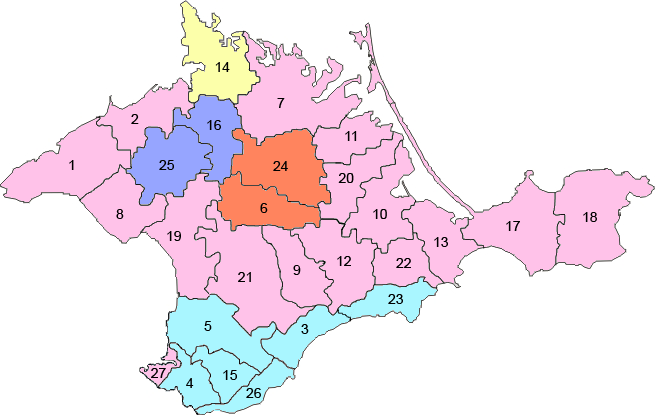
Территориальное деление КрАССР к 1938 году. Еврейские национальные районы показаны синим. 16 — Лариндорфский район (центр Джурчи), 25 — Фрайдорфский район

КомЗЕТ выдвинул проект еврейской колонизации северного и северо-восточного Крыма — необжитой и наименее благоприятной для сельского хозяйства части территории полуострова. Под еврейское переселение было отведено 342 000 га, главным образом в Евпаторийском и Джанкойском районах. С весны 1925 года началось организованное переселение при поддержке АгроДжойнта. В 1926 году в еврейских сельскохозяйственных поселениях Крыма проживало 4463 еврея.
С 1928 года темпы переселения выросли в связи с выделением новых крупных земельных участков и улучшения условий переселения, а также в результате ухудшения социальных условий в традиционной еврейской среде. В 1933 году в еврейских поселениях Крыма проживало около пяти тысяч семей — всего 20—22 тысячи человек. В 1932 году в Крыму существовало 86 еврейских сельскохозяйственных посёлков, из них четыре коммуны.
13 октября 1930 года был создан Фрайдорфский еврейский национальный район площадью 240 000 га. Общая численность населения района составила около 30 тысяч человек, из них евреев около 35 %. В 1935 году в Крыму был образован ещё один еврейский национальный район — Лариндорфский. В него вошли северная и восточная части Фрайдорфского района с 63,5 % его еврейского населения. С 1936 года Фрайдорфский район именуется в советской печати «многонациональным».
8 июля 1926 года Политбюро ЦК ВКП(б) приняло решение «параллельно с практической работой по северному Крыму и по плавням исследовать вопрос о возможности создания, кроме того, массива на Алтае, послав туда в советском порядке компетентную комиссию».
Геннадий Костырченко в книге «Тайная политика Сталина. Власть и антисемитизм» писал:

То, что крымская еврейская автономия так и не была создана, объясняется, прежде всего, тем, что ещё весной 1927 года в качестве альтернативы было избрано переселение евреев на Дальний Восток. Этот вариант решения еврейского вопроса в СССР представлялся тогда сталинскому руководству оптимальным, особенно в пропагандистском плане.
Таким способом радикально решалась проблема трудоустройства десятков тысяч разорившихся и оказавшихся безработными в результате свёртывания политики нэпа еврейских торговцев, кустарей и ремесленников, а острота антисемитизма переселением евреев из урбанизированной европейской части в почти безлюдную местность, напротив, снижалась. Одновременно планировалось улучшить демографическую ситуацию малонаселённого региона и укрепить границу с Китаем.
Фактически свёртывание крымского проекта началось в 1927 году, но крайне осторожно, чтобы не лишиться финансовых поступлений от «Агро-Джойнта». В мае 1929 года инициатива Ларина о выделении дополнительных земельных ресурсов была отвергнута властями. В споре относительно будущего статуса еврейских поселений в Крыму возобладала точка зрения большинства деятелей Евсекции, которые видели в этом только решение экономических проблем и способ изменения социального положения евреев. Максимум в части административного статуса в этом проекте — создание в 1927—1930 годы еврейских национальных районов — трёх на юге Украины и двух в Крыму.

### Правовой статус евреев-переселенцев
Евреи-переселенцы (как в рамках Южного проекта, так и прибывшие в Еврейскую автономную область) освобождались от правовых ограничений, связанных с их прежним статуса «лишенцев». 10 мая 1930 года Президиум ВЦИК по инициативе Авеля Енукидзе постановил (об этом было опубликовано в Харбине в книге «Биро-Биджан (Землеустройство трудящихся евреев в СССР)») следующее:

Разъяснить, что… евреи, водворённые… в Дальневосточном крае (Биро-Биджан) и в Крыму для ведения трудового хозяйства и привлечённые к земледельческому и общественно-полезному труду, не могут быть лишены избирательных прав, хотя бы они ранее принадлежали к нетрудовым категориям населения…
В итоге среди переселенцев-евреев было много «лишенцев». Так, первый секретарь Крымского обкома Евгений Вегер сообщал в ЦК 10 декабря 1930 года, что в составе 1046 семей, прибывших в 1930 году в Джанкойский район, был 531 «лишенец».
На евреев-поселенцев в Крыму распространялись запреты, установленные для нееврейского крестьянского населения — в частности, за использование наёмного рабочего труда евреев могли раскулачивать наравне с нееврейским населением. Пётр Смидович 1 июля 1931 года сообщал в ЦК ВКП(б) о раскулачивании в Крыму:

За зиму 1930/31 года раскулачено во Фрайдорфском районе 280 дворов, из них 6 евреев-переселенцев; выслано 44 семьи, в том числе одна еврейская. Степень коллективизации в Крыму еврейских хозяйств — 97 %…

## Демографические итоги попытки создания автономии
С 1932 года начался упадок еврейских сельскохозяйственных поселений в Крыму. Причинами упадка стали уход населения в города, перенос усилий по еврейскому переселению в Биробиджан, сокращение и впоследствии прекращение деятельности «Агро-Джойнта». К 1941 году в 86 еврейских колхозах жило и работало примерно 17 тысяч человек.
Краткая еврейская энциклопедия отмечает, что коренное еврейское население Крыма почти не участвовало в создании еврейских сельскохозяйственных поселений.
К 1939 году только в Крым были отправлены с начала действия Южного проекта 47 740 евреев. В 1939 году в Крыму в сельском хозяйстве были заняты 18 065 евреев. По переписи 1939 года в Еврейской автономной области проживали всего 17 695 евреев (в том числе 13 291 человек в городах).
Переселение способствовало увеличению евреев в населении Крыма на 3 %. Евреи в 1926 году (16 593 человека) составляли 2,35 % населения Крыма (включая Севастополь). В 1939 году в Крыму (включая Севастополь) проживали уже 65 452 еврея — 5,81 % населения Крыма.

## Письмо Еврейского антифашистского комитета 1944 года
Хотя крымский проект был практически закрыт в 1930-е, тем не менее во время войны он вновь стал объектом внимания еврейских общественных деятелей и властей. Костырченко пишет, что летом 1943 года во время поездки в США члены Еврейского антифашистского комитета Соломон Михоэлс, Ицик Фефер имели разрешение Вячеслава Молотова на переговоры о материальной поддержке еврейского переселения в Крым после изгнания оттуда нацистов. Согласие взять на себя частичное финансирование такого проекта дал американский сионист Д. Н. Розенберг.
15 февраля 1944 года Михоэлс, Фефер и Шахно Эпштейн направили Сталину письмо с предложением создать в Крыму Еврейскую советскую социалистическую республику. Письмо редактировал Соломон Лозовский. Аргументами за создание еврейской республики были нежелание евреев возвращаться в места массовой гибели еврейского населения, необходимость сохранения еврейской интеллигенции в условиях снижения её востребованности в национальных республиках и новые вспышки антисемитизма. Биробиджанский проект при этом отвергался из-за его крайней удалённости от мест проживания «основных еврейских трудовых масс». Тем не менее в 1944 году это предложение не нашло поддержки советского руководства и стало одной из причин ухудшения отношения к ЕАК, который, по мнению кураторов из ЦК ВКП(б), занимался не тем, для чего его создавали.
После фабрикации в 1948 году Министерством госбезопасности «сионистского заговора» это письмо было приобщено к делу и представлено в качестве доказательства преступных планов. Лозовский был исключён из коммунистической партии с формулировкой «сговаривался за спиной ЦК ВКП(б) с антифашистским еврейским комитетом о том, как выполнить план американских капиталистических кругов по созданию в Крыму еврейского государства». Аналогичные обвинения были предъявлены арестованным членам ЕАК в 1952 году.
На последнем при жизни Сталина Пленуме ЦК КПСС в октябре 1952 года, он говорил: «Молотов — преданный нашему делу человек. Позови, и, я не сомневаюсь, он, не колеблясь, отдаст жизнь за партию. Но нельзя пройти мимо его недостойных поступков… Чего стоит предложение Молотова передать Крым евреям? Это грубая политическая ошибка товарища Молотова… На каком основании товарищ Молотов высказал такое предложение? У нас есть еврейская автономия. Разве этого недостаточно? Пусть развивается эта республика. А товарищу Молотову не следует быть адвокатом незаконных еврейских претензий на наш Советский Крым…»